# TMEM239
TMEM239 (англ. Transmembrane protein 239) – білок, який кодується однойменним геном, розташованим у людей на короткому плечі 20-ї хромосоми. Довжина поліпептидного ланцюга білка становить 195 амінокислот, а молекулярна маса — 21 842.
| 10         |  | 20         |  | 30         |  | 40         |  | 50         |
| ---------- |  | ---------- |  | ---------- |  | ---------- |  | ---------- |
| MRVGTWICLP |  | GRPGRCRKQH |  | DLGNCPEVPG |  | IFKTLALSPG |  | APDMMQQPRV |
| ETDTIGAGEG |  | PQQAVPWSAW |  | VTRHGWVRWW |  | VSHMPPSWIQ |  | WWSTSNWRQP |
| LQRLLWGLEG |  | ILYLLLALML |  | CHALFTTGSH |  | LLSSLWPVVA |  | AVWRHLLPAL |
| LLLVLSALPA |  | LLFTASFLLL |  | FSTLLSLVGL |  | LTSMTHPGDT |  | QDLDQ      |

A: Аланін

C: Цистеїн

D: Аспарагінова кислота

E: Глутамінова кислота

F: Фенілаланін

G: Гліцин

H: Гістидин

I: Ізолейцин

K: Лізин

L: Лейцин

M: Метіонін

N: Аспарагін

P: Пролін

Q: Глутамін

R: Аргінін

S: Серин

T: Треонін

V: Валін

W: Триптофан

Задіяний у такому біологічному процесі, як альтернативний сплайсинг. 
Локалізований у мембрані.